# Lady Bird
Lady Bird är en amerikansk dramakomedi från 2017, skriven och regisserad av Greta Gerwig. I filmen medverkar bland andra Saoirse Ronan, Laurie Metcalf, Tracy Letts, Lucas Hedges, Timothée Chalamet, Beanie Feldstein, Stephen McKinley Henderson och Lois Smith.
Filmen hade världspremiär vid Telluride Film Festival den 1 september 2017. Den hade biopremiär i USA den 3 november 2017 och i Sverige den 9 mars 2018.
Vid Golden Globe-galan 2018 belönades filmen med två Golden Globes för Bästa film (musikal eller komedi) och Bästa kvinnliga huvudroll (musikal eller komedi) till Ronan. Filmen var även nominerad för Bästa kvinnliga biroll till Metcalf och Bästa manus.

## Handling
Filmen utspelar sig i Sacramento i Kalifornien och är en ungdomsfilm, som handlar om Christine "Lady Bird" McPherson (Saoirse Ronan) med fokus på hennes sista år i high school och hennes turbulenta förhållande till modern (Laurie Metcalf).

## Rollista
| - Saoirse Ronan – Christine "Lady Bird" McPherson - Laurie Metcalf – Marion McPherson - Tracy Letts – Larry McPherson - Lucas Hedges – Danny O'Neill - Timothée Chalamet – Kyle Scheible - Beanie Feldstein – Julianne "Julie" Steffans - Stephen McKinley Henderson – fader Leviatch - Lois Smith – syster Sarah Joan | - Jordan Rodrigues – Miguel McPherson - Marielle Scott – Shelly Yuhan - Odeya Rush – Jenna Walton - Jake McDorman – Mr. Bruno - Laura Marano – Diana Greenway - Kathryn Newton – Darlene Bell - John Karna – Greg Anrue |

## Mottagande
Lady Bird möttes av mycket positiva recensioner av kritiker och hyllades för skådespeleriet av Ronan och Metcalf och för regin och manuset av Gerwig. Den fick en stående ovation vid premiären på Toronto International Film Festival. På Rotten Tomatoes har filmen ett medelbetyg på 99%, baserad på 302 recensioner, och ett genomsnittsbetyg på 8,7 av 10. På Metacritic har filmen genomsnittsbetyget 94 av 100, baserat på 50 recensioner.

## Utmärkelser
| Priser och nomineringar             | Priser och nomineringar                          | Priser och nomineringar                  | Priser och nomineringar |
| Utmärkelse                          | Kategori                                         | Mottagare                                | Resultat                |
| ----------------------------------- | ------------------------------------------------ | ---------------------------------------- | ----------------------- |
| Oscar (90:e)                        | Bästa film                                       | Scott Rudin, Eli Bush och Evelyn O'Neill | Nominerad               |
| Oscar (90:e)                        | Bästa regi                                       | Greta Gerwig                             | Nominerad               |
| Oscar (90:e)                        | Bästa kvinnliga huvudroll                        | Saoirse Ronan                            | Nominerad               |
| Oscar (90:e)                        | Bästa kvinnliga biroll                           | Laurie Metcalf                           | Nominerad               |
| Oscar (90:e)                        | Bästa originalmanus                              | Greta Gerwig                             | Nominerad               |
| Golden Globe Awards (75:e)          | Bästa film (musikal eller komedi)                | Lady Bird                                | Vann                    |
| Golden Globe Awards (75:e)          | Bästa kvinnliga huvudroll (musikal eller komedi) | Saoirse Ronan                            | Vann                    |
| Golden Globe Awards (75:e)          | Bästa kvinnliga biroll                           | Laurie Metcalf                           | Nominerad               |
| Golden Globe Awards (75:e)          | Bästa manus                                      | Greta Gerwig                             | Nominerad               |
| BAFTA Awards (71:a)                 | Bästa kvinnliga huvudroll                        | Saoirse Ronan                            | Nominerad               |
| BAFTA Awards (71:a)                 | Bästa kvinnliga biroll                           | Laurie Metcalf                           | Nominerad               |
| BAFTA Awards (71:a)                 | Bästa originalmanus                              | Greta Gerwig                             | Nominerad               |
| Independent Spirit Awards (33:e)    | Bästa manus                                      | Greta Gerwig                             | Vann                    |
| Independent Spirit Awards (33:e)    | Bästa film                                       | Lady Bird                                | Nominerad               |
| Independent Spirit Awards (33:e)    | Bästa kvinnliga huvudroll                        | Saoirse Ronan                            | Nominerad               |
| Independent Spirit Awards (33:e)    | Bästa kvinnliga biroll                           | Laurie Metcalf                           | Nominerad               |
| Screen Actors Guild Awards (24:e)   | Bästa kvinnliga huvudroll                        | Saoirse Ronan                            | Nominerad               |
| Screen Actors Guild Awards (24:e)   | Bästa kvinnliga biroll                           | Laurie Metcalf                           | Nominerad               |
| Screen Actors Guild Awards (24:e)   | Bästa rollbesättning i en film                   | Lady Bird                                | Nominerad               |
| Critics' Choice Movie Awards (23:e) | Bästa film                                       | Lady Bird                                | Nominerad               |
| Critics' Choice Movie Awards (23:e) | Bästa regissör                                   | Greta Gerwig                             | Nominerad               |
| Critics' Choice Movie Awards (23:e) | Bästa kvinnliga skådespelare                     | Saoirse Ronan                            | Nominerad               |
| Critics' Choice Movie Awards (23:e) | Bästa kvinnliga biroll                           | Laurie Metcalf                           | Nominerad               |
| Critics' Choice Movie Awards (23:e) | Bästa ensemble                                   | Lady Bird                                | Nominerad               |
| Critics' Choice Movie Awards (23:e) | Bästa originalmanus                              | Greta Gerwig                             | Nominerad               |
| Critics' Choice Movie Awards (23:e) | Bästa komedi                                     | Lady Bird                                | Nominerad               |
| Critics' Choice Movie Awards (23:e) | Bästa kvinnliga skådespelare i en komedi         | Saoirse Ronan                            | Nominerad               |
| Satellite Awards (22:a)             | Bästa film                                       | Lady Bird                                | Nominerad               |
| Satellite Awards (22:a)             | Bästa regissör                                   | Greta Gerwig                             | Nominerad               |
| Satellite Awards (22:a)             | Bästa kvinnliga huvudroll                        | Saoirse Ronan                            | Nominerad               |
| Satellite Awards (22:a)             | Bästa kvinnliga biroll                           | Laurie Metcalf                           | Nominerad               |
| Satellite Awards (22:a)             | Bästa originalmanus                              | Greta Gerwig                             | Nominerad               |
| Satellite Awards (22:a)             | Bästa foto                                       | Sam Levy                                 | Nominerad               |